# Mike Belkin
Michael I. Belkin (Montreal, 29 giugno 1945) è un ex tennista canadese.

## Carriera giovanile, Juniores e universitaria
Belkin era considerato un bambino prodigio del tennis canadese. Per favorire la sua crescita tennistica, i genitori si trasferirono negli Stati Uniti, a Miami Beach, quando Mike aveva 12 anni. Vinse il prestigioso Orange Bowl Under 15 (1960), Under 16 (1960) e Under 18 (1961). Nel 1962 fu campione nazionale americano Juniores. Nella sua carriera giovanile arrivò a conquistare 26 titoli consecutivi.
Ancora studente alla Miami Beach High School, Belkin fu campione dello Stato della Florida, grazie alle vittorie su Frank Froehling e Gardnar Mulloy. In un articolo pubblicato sulla rivista Sports Illustrated il 18 marzo 1963, a firma di Frank Deford, Belkin veniva descritto come un eccellente giocatore di terra battuta, destrimano, senza alcuna esperienza sull'erba, con un gioco basato su ottimi fondamentali, solido dritto e rovescio a due mani ma scarso nel servizio, nello smash e, soprattutto, nel gioco a rete. Al momento dell'articolo, il diciassettenne Belkin stava perfezionando da 3 mesi la propria tecnica del serve & volley.
Quando frequentò la University of Miami, fu tra i migliori giocatori universitari della sua epoca. Ai campionati individuali NCAA del 1965 raggiunse la finale dove fu sconfitto da Arthur Ashe per 4-6, 1-6, 1-6.

## Circuito amatoriale

### 1961-1963
Esordì a 16 anni agli U.S. National Championships (precedente denominazione degli US Open) del 1961, perdendo in tre set contro il britannico Roger Taylor. L’anno successivo, sempre al primo turno dello stesso torneo, si arrese al quinto set allo statunitense James Farrin. Nel 1963 a eliminarlo per la terza volta consecutiva al primo turno del Major newyorchese fu Norman Berry in tre set.

### 1964-1965
Nel 1964, Belkin fece il suo esordio assoluto al torneo di Wimbledon dove vinse i suoi primi incontri in un torneo dello Slam, sconfiggendo Claude De Gronckel al primo turno e il sudafricano Cliff Drysdale al secondo, entrambi in quattro set, prima di soccombere a un altro sudafricano, Bob Hewitt, in tre partite. Nel 1964, Belkin riuscì finalmente a superare un turno agli U.S. National Championships, a spese di Rodney Susman, per poi essere eliminato dallo statunitense Cliff Richey in cinque set. Nel 1965, non prese parte a nessuna prova del Grande Slam, dove si riaffacciò l'anno successivo.

### 1966
Il 1966 fu l'anno del suo debutto in Coppa Davis, con il Canada che giunse ai quarti di finale della zona A europea. Nel primo turno contro la Finlandia, Belkin vinse il secondo singolare contro Rauno Suominen per 6–1, 6–3, 3–6, 6–3. A punteggio acquisito a favore del Canada, sconfisse anche Pekka Saila in tre set. Nel turno successivo, tuttavia, il Canada trovò un ostacolo insormontabile nella nazionale francese, affrontata nell'impianto del Roland Garros. Belkin perse il primo singolare per 1–6, 6–4, 3–6, 4–6 contro François Jauffret e, a punteggio acquisito a favore dei francesi, perse in 5 set contro Pierre Darmon decretando il 5-0 finale a favore della Francia.
Al suo debutto agli Internazionali di Francia perse al primo turno con Pancho Guzmán in quattro set. Nella sua seconda esperienza a Wimbledon, superò il primo turno contro l'australiano Jim Moore in tre set, per poi raccogliere appena 3 giochi contro la testa di serie n° 4 Manuel Santana, vincitore di quell'edizione del torneo, che si impose per 6-0, 6-1, 6-2.

### 1967-1968
Il 1967 lo vide disertare nuovamente i tornei dello Slam. In Coppa Davis, contro la Gran Bretagna, sconfisse Mike Sangster per 6-2, 6-3, 3-6, 6-1 nel singolare d'apertura del primo turno della Zona A europea, disputato sulla terra battuta di Bournemouth. La Gran Bretagna vinse i quattro incontri successivi, compreso il doppio in cui Roger Taylor e Bobby Wilson la spuntarono su Belkin e Keith Carpenter 12-10 al quinto set.
Il 1968 fu l'anno della sua unica esperienza agli Open d’Australia, dove ottenne il suo miglior risultato nei tornei del Grande Slam, raggiungendo i quarti di finale grazie alle vittorie sugli australiani M. Marchment, Max Pettman e Allan Stone. A impedirgli l'ingresso in semifinale fu un altro australiano, Bill Bowrey, che lo eliminò in tre set. In Coppa Davis, il Canada fu eliminato al primo turno contro il Messico, nella semifinale della Zona Nord e Centro Americana. La sfida, che si disputò sulla terra battuta di Città di Messico, vide il Canada travolto per 5-0 dai sudamericani. Belkin perse il secondo singolare per 14-16, 6-4, 3-6, 3-6 con Joaquim Loyo-Mayo. In doppio, sempre in coppia con Carpenter, fu sconfitto in tre set da Rafael Osuna e Vicente Zarazua.

## Era Open

### 1969
Come nel 1966, la sua stagione prese il via con la Coppa Davis. Nel primo turno della Zona B europea, il Canada sconfisse l'Olanda 3-2 con Belkin che vinse i suoi tre incontri. Nella sfida, disputata a Scheveningen, sconfisse Niklaus Fleury per 6-4, 6-4, 6-0. Insieme a Harry Fauquier vinse poi il doppio in quattro set contro Fleury e Jan Hordijk. Nell'incontro decisivo, Belkin sconfisse Hordijk 6-1, 6-1, 6-2. Nel turno successivo, disputato due settimane più tardi, il Canada affrontò a Mosca l'Unione Sovietica che si impose per 4-1. Belkin conquistò l'unico punto del Canada sconfiggendo Toomas Leius per 7-9, 6-3, 4-6, 6-2, 9-7. A punteggio acquisito si ritirò contro Alex Metreveli quando era in vantaggio per 2 set a 0.
Nella sua seconda partecipazione al Roland Garros, Belkin fu costretto ad abbandonare per infortunio il match contro il francese Georges Goven, quando era in vantaggio di due set. In estate, raggiunse la sua prima semifinale ATP, al torneo di Cincinnati sconfiggendo, tra gli altri, l'australiano Phil Dent e lo statunitense Stan Smith. L'ingresso in finale gli fu impedito da Cliff Richey, che lo superò in quattro set. La settimana seguente Belkin disputò gli U.S. Clay Court Championships, raggiungendo i quarti grazie ai successi, nell'ordine, sullo statunitense Franklin Robbins, il francese Georges Goven e lo statunitense Jim Osborne, prima della sconfitta contro Arthur Ashe in tre set. Due settimane più tardi, prese parte al Canadian Open dove, nella sua seconda semifinale in carriera, fu sconfitto nuovamente da Cliff Richey. Nel suo cammino aveva eliminato i connazionali Bob Bardsley e Brian Flood e gli statunitensi Michael Sprenglemeyer e Lester Sack. In agosto, nella seconda edizione degli US Open, perse al secondo turno contro lo statunitense Marty Riessen dopo aver superato il giamaicano Richard Russell.

### 1970
Iniziò la stagione con il forfait al torneo di Salisbury dove avrebbe dovuto affrontare l'australiano Rod Laver. Due mesi dopo prese parte al torneo di St Petersburg, dove approdò alla sua terza semifinale in carriera battendo, nell'ordine, gli statunitensi Jim Oescher ed Eddie Dibbs, e il neozelandese Onny Parun. A sbarrargli la strada verso la finale fu il cecoslovacco Jan Kodes. Due settimane dopo fu eliminato al primo turno del torneo di Houston dallo statunitense Jim McManus.
In Coppa Davis, il Canada giunse fino alla finale americana Interzone, battendo i Caraibi e Indie Occidentali, nella semifinale della Zona Nord e Centro Americana e poi la Nuova Zelanda, nella finale. Nella prima sfida Belkin e compagni travolsero per 5-0 i Caraibi e Indie Occidentali sulla terra battuta di Winnipeg. Belkin sconfisse Lancelot Lumsden in cinque set e, in coppia con John Sharpe, si aggiudicò il doppio in tre set. Una settimana più tardi, sempre a Winnipeg, il Canada sconfisse la Nuova Zelanda per 3-2. Belkin perse il primo incontro con Brian Fairlie in tre set. Insieme a John Sharpe conquistò il punto del doppio, vincendo poi il singolare decisivo contro Onny Parun per 6-2, 3-6, 7-5, 6-3. Un mese più tardi, contro il Brasile, sulla terra battuta di San Paolo, Belkin vinse il primo singolare contro José Edison Mandarino ma insieme a Sharpe perse il doppio contro Tomas Koch e Mandarino in cinque set. Belkin vinse anche il singolare su Tomas Koch, in quattro set, ristabilendo la parità tra le due squadre ma John Sharpe rimediò appena 3 giochi nell'incontro decisivo contro Mandarino.
Nella seconda parte della stagione, Belkin prese parte soltanto a quattro tornei del circuito Open: Cincinnati, Indianapolis, Toronto, e US Open. A Cincinnati, fu sconfitto al primo turno da Jeff Borowiak per 1-6, 1-6. La settimana seguente, a Indianapolis, sconfisse il francese Jean-Baptiste Chanfreau e lo statunitense G. Turner Howard, prima di cedere negli ottavi allo iugoslavo Željko Franulović in tre set. A Toronto, beneficiò di un bye al primo turno e al secondo fu nettamente sconfitto da Andrés Gimeno, contro il quale raccolse appena 3 giochi. A Forest Hills, fu nuovamente sconfitto al turno d’esordio, in due set, dal francese Pierre Barthes.

### 1971
La stagione lo vide entrare nel tabellone di 11 tornei, dieci dei quali appartenenti al circuito Pepsi-Cola Grand Prix, senza tuttavia disputare alcuna prova del Grande Slam. A metà febbraio disputò il Clean Air Classic di New York, perdendo al primo turno da Manuel Orantes per 4-6, 0-6. La settimana seguente, a Salisbury uscì ancora di scena al primo turno, 2-6, 4-6, per mano del messicano Joaquin Loyo-Mayo. A Macon, vinse il primo incontro della stagione, contro Jan Kodeš per 6-1, 7-5, per poi inchinarsi allo statunitense Tom Gorman 2-6, 5-7. La settimana seguente sul sintetico dell'Hampton Open, Belkin fu sconfitto al primo turno dal romeno Ion Ţiriac. In aprile raggiunse la sua quarta semifinale in carriera, a Houston, dove fu sconfitto in cinque set dallo statunitense Clark Graebner, dopo aver eliminato l'australiano Bill Bowrey, lo statunitense Zan Guerry e un altro australiano, Dick Crealy.
In Coppa Davis, il Canada perse per 2-3 contro il Messico la sua unica gara dell'anno, sulla terra battuta di Città di Messico. Belkin vinse il secondo incontro con Loyo-Mayo in quattro set, portando la situazione in parità. La sua sconfitta in doppio in coppia con Sharpe, portò il Messico in vantaggio prima della terza giornata. Belkin vinse il quarto incontro con Marcelo Lara, portando il Canada sul 2-2. Nell'incontro decisivo Sharpe si arrese a Loyo-Mayo, dopo aver vinto il primo set.
Belkin riprese l’attività a luglio, al torneo di Washington, dove riportò facili vittorie sullo statunitense Roscoe Tanner e sul cileno Patricio Cornejo prima di essere eliminato negli ottavi di finale da Andrés Gimeno col punteggio di 6-4, 2-6, 3-6. La settimana seguente, raggiunse la sua quinta e ultima semifinale in carriera, a Tanglewood, dove fu sconfitto da Željko Franulović. Nei primi due turni aveva eliminato gli americani Mike Machette e Zan Guerry, mentre nei quarti travolse l’emergente statunitense Jimmy Connors per 6-1, 6-2. A Cincinnati, Belkin superò i primi due turni contro gli statunitensi Rudy Hernando e Brian Gottfried, prima di soccombere al cileno Jaime Fillol. A Toronto fu eliminato al primo turno dall'australiano Ray Ruffels. A Sacramento, in quello che avrebbe dovuto essere il suo ultimo torneo della stagione, fu costretto al forfait per un infortunio.

### 1972
La sua stagione prese il via con quattro tornei indoor negli Stati Uniti. All'inizio di febbraio, fu nettamente sconfitto al primo turno sia a Omaha sia a Kansas City, sempre dal romeno Ilie Nastase. Due settimane dopo, Belkin superò il primo turno a Salisbury, sconfiggendo il cecoslovacco Milan Holeček 6-3, 6-4, prima di arrendersi a Roscoe Tanner 3-6, 3-6. La settimana seguente a New York, fu sconfitto al primo turno dallo statunitense Alejandro Olmedo 3-6, 4-6.
In Coppa Davis, il Canada trovò nuovamente il Messico dal quale subì una sconfitta identica nel punteggio a quella dell'anno precedente. La sfida si disputò sulla terra battuta del Jericho Tennis Club di Vancouver. Belkin sconfisse nuovamente Loyo-Mayo, in cinque set, nel primo incontro. In coppia con Dale Power perse la prova di doppio in quattro set. La vittoria in tre partite di Loyo-Mayo su Anthony Bardsley sancì la vittoria del Messico. A punteggio acquisito, Belkin batté poi Raúl Ramírez.
Tornò in campo nel circuito maggiore soltanto ad agosto, a Tanglewood, dove fu eliminato in due set al primo turno dallo statunitense Dick Stockton 4-6, 3-6. Due settimane dopo, sull'amata terra battuta di Indianapolis, sconfisse il giapponese Jun Kuki e l’italiano Adriano Panatta. Negli ottavi fu eliminato dal sudafricano Bob Hewitt. La settimana seguente, a Montreal, fu Onny Parun a eliminarlo all’esordio col punteggio di 6-7, 6-3, 6-1. Agli US Open, sul punteggio di 5-5 nel primo set con il sudafricano Cliff Drysdale, Belkin si ritirò a causa di un problema fisico. Chiuse la stagione al WCT di Montreal, dove un altro infortunio gli impedì di affrontare al primo turno lo statunitense Frank Froehling.

### 1973
Come nell'anno precedente, furono i tornei indoor negli Stati Uniti a segnare l'avvio della sua stagione. All'inizio di gennaio, a Baltimora, perse al primo turno con Herb Fitzgibbon. Due settimane dopo, sul sintetico di Birmingham, Belkin superò il primo turno battendo l'ungherese Szabolcz Baranyi per 6-4, 6-1, prima di cedere ai quarti di finale al tedesco Jürgen Fassbender 3-6, 5-7. La settimana seguente, Belkin perse al primo turno di Omaha, dove Baranyi vendicò la sconfitta di Birmingham con un secco 6-3, 6-0. Nel 1973 Belkin prese parte soltanto ad altri tre tornei, tutti in Canada. A metà febbraio, a Calgary, Belkin sconfisse l'austriaco Hans Kary in tre set. Al turno successivo fu estromesso dallo statunitense Paul Gerken 6-3, 6-1.
Belkin concluse la propria carriera di Coppa Davis nella sfida tra Canada e Colombia, ritirandosi durante il singolare contro Iván Molina, subito dopo aver perso il primo set per 7-9. Il Canada fu sconfitto dai colombiani per 1-4. Il bilancio di Belkin in Coppa Davis è di 14 vittorie e 7 sconfitte in singolare e 3 vittorie e 5 sconfitte in doppio. Tutti i suoi incontri li disputò su terra battuta all'aperto.
Ad agosto, al primo turno del Canada Open, Belkin sconfisse nuovamente Adriano Panatta, per 6-4, 6-3 e al turno successivo fu eliminato da Iván Molina per 4-6, 2-6. In ottobre, perse al primo turno del torneo di Quebec, contro il pachistano Haroon Rahim 4-6, 6(5)–7. Nella prima classifica computerizzata Belkin figurava alla posizione n° 145. Due settimane dopo, salì al n° 128, suo best ranking assoluto. Chiuse la stagione 1973 al n° 161.

### 1974, 1975
Nel 1974, Belkin disputò un solo torneo, a Boston, dove perse al primo turno dall’argentino Guillermo Vilas per 2-6, 2-6. Il 12 dicembre, la sua posizione in classifica mondiale era scesa al n° 318.
Nel 1975, prese parte a due soli tornei, entrambi in Florida. Furono gli ultimi della sua carriera. All'inizio di febbraio, perse al primo turno del torneo WCT di St. Petersburg contro lo statunitense Jeff Borowiak 6(5)–7, 1-6. Concluse la carriera con i quarti di finale raggiunti al Grand Prix di Boca Raton. Al primo turno si impose sull'olandese Rolf Thung, 6-1, 6-4. Negli ottavi di finale contro Jan Kodeš ottenne l'ultima vittoria della sua carriera, col punteggio di 7-5, 1-6, 7-6. Il suo ultimo incontro lo disputò nei quarti di finale contro il tedesco Jürgen Fassbender che lo sconfisse per 6-4, 6-3. Il 5 marzo la sua classifica lo vedeva alla posizione n° 208. Nell’ultimo ranking della sua carriera, pubblicato il 15 dicembre, figurava al n° 222 del mondo.
Si ritirò dal tennis all'età di 29 anni.